# Fogatge de 1495
El fogatge de 1495 va ser un cens (fogatge) realitzat l'any 1495 a la Corona d'Aragó ordenat pel rei Ferran el Catòlic per recaptar l'impost de les cises.
Davant el perill d'una possible agressió per part de Carles VIII de França i el problema de la pesta negra que afectava els antics calls del regne, el rei Ferran va convocar les Corts perquè aprovessin la formació d'un exèrcit de 4000 homes i l'ajuda econòmica necessària. Les Corts van acordar aportar per a aquesta fi la recollida de l'impost de les cises, el qual gravava els articles de primera necessitat.
Com a conseqüència és dividí Aragó en dotze sobrecollides (divisions fiscals administrades per un sobrecollidor) i es va encarregar una recerca de la població aragonesa que agafés els focs del regne. Per a això últim era necessari que un comissari visités tots els llocs habitats acompanyat d'un notari que donés fe d'això, així com d'una patrulla militar, doncs en alguns llocs no eren ben rebuts, ja que el recompte anava a servir per cobrar impostos. Les sobrecollides van ser: Saragossa, Alcanyís, Montalbán, Terol-Albarrasí, Daroca, Calataiud, Tarazona, Osca, Jaca, L'Aïnsa, Barbastre i Ribargorça.
La cisa senzilla va esser de tretze sous jaquesos per foc per a localitats de 99 focs o menys, 16 per les de 100 o més, i 21 per a les ciutats. La cisa doble va esser de 16, 22 i 33 sous per foc, respectivament.
En el fogatge es va indicar el nombre de focs de cada lloc, vila o barri (en el cas de les ciutats), així com els noms dels representants del lloc que manifestaven els focs que hi havia (vicari, jurat, alcalde...). Es va fer també una relació nominal dels focs, registrant el nom del cap de família, encara que les vídues que ho eren apareixen de vegades pel seu nom i unes altres com a vídua de... o mare de... Cal tenir en compte que un foc també podia ser un monestir, per exemple.
En alguns casos és possible trobar informació addicional adjunta al nom, com l'ofici o el càrrec que tenien, o fins i tot si eren pobres. Les anotacions són diferents segons les sobrecollides. També apareixen focs moriscos, que en alguns llocs són majoria i fins i tot arribant a haver-hi llocs habitats només per ells. cal destacar que els jueus eren bandits i malfactors del regne des de l'edicte d'expulsió de 1492.
El total de focs recomptats al regne va ser de 51.056, recollits en les següents sobrecollides:
| Sobrecollida | Nombre de focs |
| ------------ | -------------- |
| Saragossa    | 9 069          |
| Alcanyís     | 4 268          |
| Montalbà     | 3 996          |
| Terol        | 2 720          |
| Daroca       | 4 160          |
| Calataiut    | 6 732          |
| Tarassona    | 4 953          |
| Osca         | 3 765          |
| Jaca         | 2 762          |
| L'Aïnsa      | 1 483          |
| Barbastre    | 4 480          |
| Ribargorça   | 2 662          |

## Llista de fogatges
A continuació es llisten els censos (fogatges) fets als Països Catalans i Aragó. Corresponen als territoris de la Corona catalanoaragonesa.
1. Fogatge de 1358, Principat de Catalunya
2. Fogatge de 1360, Principat de Catalunya
3. Fogatge de 1365, Principat de Catalunya
4. Fogatge de 1378, Principat de Catalunya
5. Fogatge de 1497, Classificat per vegueries, Principat de Catalunya
6. Fogatge de 1515, Principat de Catalunya
7. Fogatge de 1553, Classificat per vegueries, Principat de Catalunya
8. Llibre del Repartiment de Mallorca. Còdex català de 1268, còpia d'un anterior llatí de 1232, que arreplega el primer llistat de catalans (també aragonesos, occitans i d'altres) acabats d'arribar a Mallorca.
9. Fogatge d'Aragó de 1495, Aragó
10. Censos de Badalona, segle xviii
11. Llistat de francesos residents a la costa catalana el 1637, Cens del Principat de Catalunya el 1637